# Sporophagomyces moellerianus
Sporophagomyces moellerianus är en svampart som först beskrevs av Giacopo Bresàdola, och fick sitt nu gällande namn av K. Põldmaa & Samuels 1999. Sporophagomyces moellerianus ingår i släktet Sporophagomyces och familjen Hypocreaceae.   Inga underarter finns listade i Catalogue of Life.